# 2019 AS5
2019 AS5 est un astéroïde géocroiseur de type Apollon qui est passé près de la Terre le 8 janvier 2019. Il est passé à moins de 0,04 distance lunaire, soit 15 000 kilomètres, du centre de la Terre, ou autrement dit à 8 600 km de la surface. Il a été découvert par le Mount Lemmon Survey 9 heures après l'approche la plus proche. Son diamètre est estimé à environ 1-2 mètres. 